# Ямагиси, Сатору
Сатору Ямагиси (яп. 山岸 智 Ямагиси Сатору, род. 3 мая 1983 года) — японский футболист, игравший на позиции полузащитника.

## Карьера
На протяжении своей футбольной карьеры выступал за клубы «ДЖЕФ Юнайтед Итихара Тиба», «Кавасаки Фронтале», «Санфречче Хиросима».

## Национальная сборная
С 2006 по 2008 год сыграл за национальную сборную Японии 11 матчей. Также участвовал в Кубке Азии по футболу 2007 года.

## Статистика
| №  | Дата             | Оппонент          | Счёт          | Голы | Соревнование                  |
| -- | ---------------- | ----------------- | ------------- | ---- | ----------------------------- |
| 1  | 4 октября 2006   | Гана              | 0:1           | —    | Товарищеский матч             |
| 2  | 11 октября 2006  | Индия             | 3:0           | —    | Отборочный турнир КА-2007     |
| 3  | 15 ноября 2006   | Саудовская Аравия | 3:1           | —    | Отборочный турнир КА-2007     |
| 4  | 1 июня 2007      | Черногория        | 2:0           | —    | Товарищеский матч             |
| 5  | 9 июля 2007      | Катар             | 1:1           | —    | Кубок Азии 2007               |
| 6  | 16 июля 2007     | Вьетнам           | 4:1           | —    | Кубок Азии 2007               |
| 7  | 28 июля 2007     | Республика Корея  | 0:0 (5:6 пен) | —    | Кубок Азии 2007               |
| 8  | 11 сентября 2007 | Швейцария         | 4:3           | —    | Товарищеский матч             |
| 9  | 17 октября 2007  | Египет            | 4:1           | —    | Товарищеский матч             |
| 10 | 26 января 2008   | Чили              | 0:0           | —    | Товарищеский матч             |
| 11 | 17 февраля 2008  | КНДР              | 1:1           | —    | Чемпионат Восточной Азии 2008 |
| 12 | 26 марта 2008    | Бахрейн           | 0:1           | —    | Отборочный турнир ЧМ-2010     |

Итого: сыграно матчей: 12 / забито голов: 0; победы: 6, ничьи: 3, поражения: 3.

## Достижения
- Чемпион Японии: 2012, 2013
- Обладатель Кубка Джей-лиги: 2005, 2006